# Giro de Lombardía 1923
El Giro de Lombardía 1923 fue la 19.ª edición del Giro de Lombardía. Esta carrera ciclista organizada por La Gazzetta dello Sport se disputó el 27 de octubre de 1923 con salida y llegada a Milán después de un recorrido de 250 km.
El ganador fue el italiano Giovanni Brunero (Legnano-Pirelli) que se impuso ante sus compatriotas Pietro Linari y Federico Gay (Atala). 

## Clasificación general
| Posición | Ciclista             | Equipo          | Tiempo     |
| -------- | -------------------- | --------------- | ---------- |
| 1        | Giovanni Brunero     | Legnano-Pirelli | 9h 27' 35" |
| 2        | Pietro Linari        | Legnano-Pirelli | + 18' 37"  |
| 3        | Federico Gay         | Atala           | m. t.      |
| 4        | Ottavio Bottecchia   | Ganna           | m. t.      |
| 5        | Giovanni Trentarossi | Berettini-Monza | m. t.      |
| 6        | Livio Cattel         | Individual      | m. t.      |
| 7        | Pietro Bestetti      | Berettini-Monza | m. t.      |
| 8        | Emilio Malacrida     | Individual      | m. t.      |
| 9        | Ermanno Vallazza     | Individual      | m. t.      |
| 10       | Giuseppe Enrici      | Legnano-Pirelli | m. t.      |